# Telmatobius bolivianus
Telmatobius bolivianus là một loài ếch thuộc họ Leptodactylidae.
Đây là loài đặc hữu của Bolivia.
Môi trường sống tự nhiên của chúng là vùng núi ẩm nhiệt đới hoặc cận nhiệt đới và sông ngòi.
Chúng hiện đang bị đe dọa vì mất môi trường sống.